# 6-Stunden-Rennen von Bahrain 2016

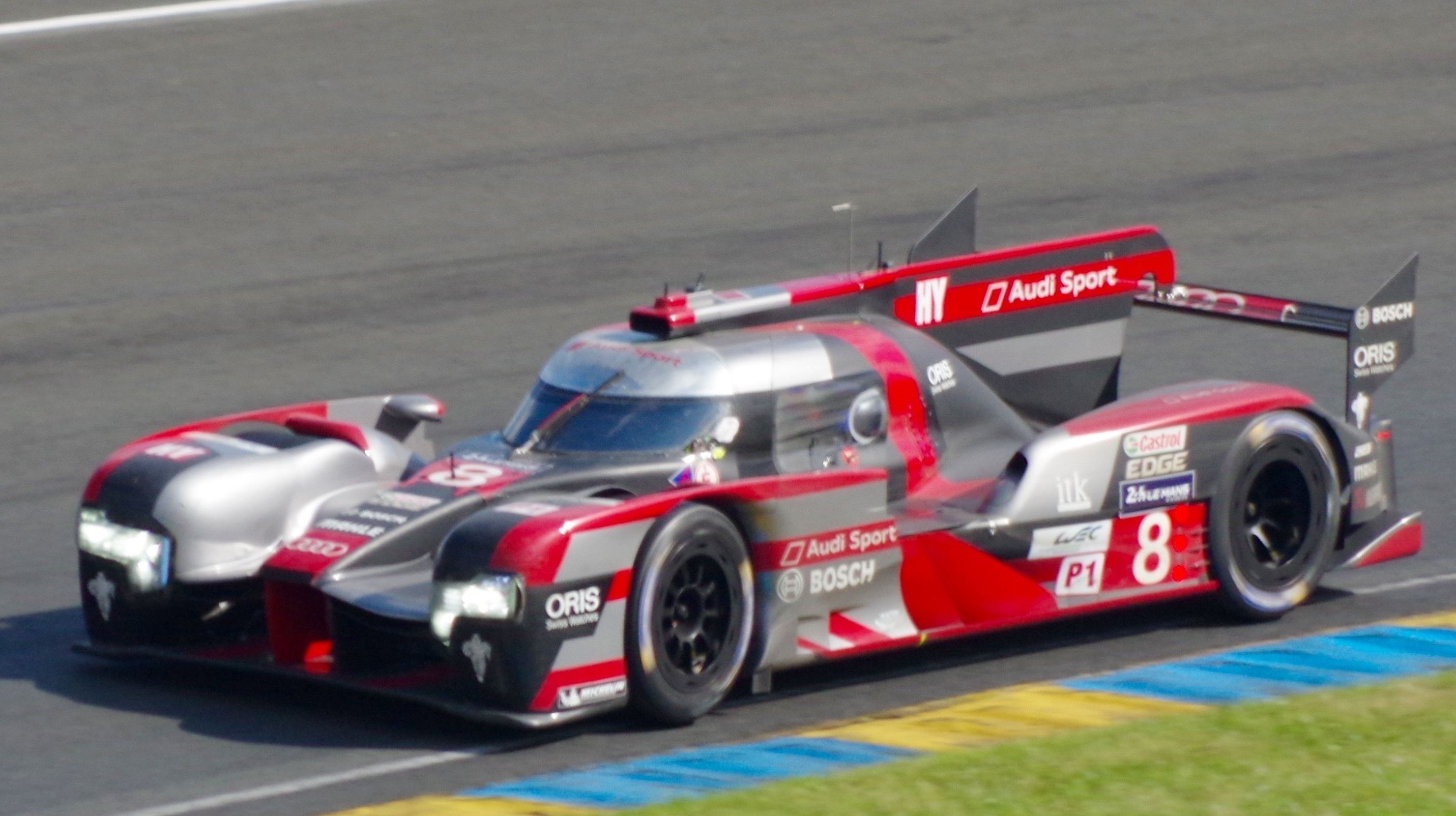
Letzter Sieg im letzten Rennen; Audi R18 RP6 Siegerwagen von Loïc Duval, Lucas di Grassi und Oliver Jarvis

Das 6-Stunden-Rennen von Bahrain 2016, auch 2016 6 Hours of  Bahrain, fand am 19. November auf dem Bahrain International Circuit statt und war der neunte und letzte Wertungslauf der FIA-Langstrecken-Weltmeisterschaft dieses Jahres.

## Das Rennen
Ein Doppelsieg beendete die Ära der Audi-Le-Mans-Prototypen im internationalen Sportwagensport. Unter der Leitung des Audi-Motorsport-Chefs Wolfgang Ullrich und in einer Partnerschaft mit Joest Racing, die die Renneinsätze durchführten, war Audi beim 24-Stunden-Rennen von Le Mans 1999 in den Langstreckensport eingestiegen. Zwischen 2000 und 2016 gelangen 13 Gesamtsiege in Le Mans. Zählt man den Erfolg des aus dem Audi R8C entwickelten Bentley Speed 8 hinzu, waren es sogar 14. Dazu kamen zwei Hersteller- und zwei Fahrertitel in der FIA-Langstrecken-Weltmeisterschaft. 
Im letzten Rennen siegten Loïc Duval, Lucas di Grassi und Oliver Jarvis im Audi R18 RP6 vor ihren Teamkollegen  André Lotterer, Marcel Fässler und Benoît Tréluyer. Auch bei Porsche gab es einen Rücktritt. Im drittplatzierten Porsche 919 Hybrid fuhr der ehemalige australische Formel-1-Pilot Mark Webber sein letztes Autorennen.

## Ergebnisse

### Schlussklassement
| 1           | LMP1      | 8  | Audi Sport Team Joest     | Loïc Duval Lucas di Grassi Oliver Jarvis                | Audi R18 RP6             | 201 |
| 2           | LMP1      | 7  | Audi Sport Team Joest     | André Lotterer Marcel Fässler Benoît Tréluyer           | Audi R18 RP6             | 201 |
| 3           | LMP1      | 1  | Porsche Team              | Timo Bernhard Brendon Hartley Mark Webber               | Porsche 919 Hybrid       | 201 |
| 4           | LMP1      | 5  | Toyota Gazoo Racing       | Anthony Davidson Sébastien Buemi Kazuki Nakajima        | Toyota TS050 Hybrid      | 200 |
| 5           | LMP1      | 6  | Toyota Gazoo Racing       | Stéphane Sarrazin Mike Conway Kamui Kobayashi           | Toyota TS050 Hybrid      | 200 |
| 6           | LMP1      | 2  | Porsche Team              | Marc Lieb Romain Dumas Neel Jani                        | Porsche 919 Hybrid       | 198 |
| 7           | LMP1      | 13 | Rebellion Racing          | Dominik Kraihamer Alexandre Imperatori Mathéo Tuscher   | Rebellion R-One          | 191 |
| 8           | LMP1      | 4  | ByKolles Racing Team      | Simon Trummer Oliver Webb Pierre Kaffer                 | CLM P1/01                | 187 |
| 9           | LMP2      | 26 | G-Drive Racing            | Roman Rusinov Alex Brundle René Rast                    | Oreca 05                 | 184 |
| 10          | LMP2      | 43 | RGR Sport by Morand       | Ricardo González Filipe Albuquerque Bruno Senna         | Ligier JS P2             | 184 |
| 11          | LMP2      | 36 | Signatech Alpine          | Nicolas Lapierre Gustavo Menezes Stéphane Richelmi      | Alpine A460              | 183 |
| 12          | LMP2      | 31 | Extreme Speed Motorsports | Ryan Dalziel Christopher Cumming Luís Felipe Derani     | Ligier JS P2             | 183 |
| 13          | LMP2      | 30 | Extreme Speed Motorsports | Tom Dillmann Giedo van der Garde Sean Gelael            | Ligier JS P2             | 183 |
| 14          | LMP2      | 35 | Baxi DC Racing            | David Cheng Ho-Pin Tung Paul-Loup Chatin                | Alpine A460              | 176 |
| 15          | LMP2      | 45 | Manor                     | Julien Canal Roberto González junior Roberto Merhi      | Oreca 05                 | 182 |
| 16          | LMP2      | 37 | SMP Racing                | Vitaly Petrov Viktor Shaytar Kirill Ladygin             | BR Engineering BR01      | 179 |
| 17          | LMP2      | 27 | SMP Racing                | Nicolas Minassian Maurizio Mediani Mikhail Aleshin      | BR Engineering BR01      | 176 |
| 18          | LMP2      | 44 | Manor                     | Matthew Rao Richard Bradley Alex Lynn                   | Oreca 05                 | 175 |
| 19          | LMGTE Pro | 95 | Aston Martin Racing       | Nicki Thiim Marco Sørensen                              | Aston Martin Vantage GTE | 174 |
| 20          | LMGTE Pro | 51 | AF Corse                  | Gianmaria Bruni James Calado                            | Ferrari 488 GTE          | 174 |
| 21          | LMGTE Pro | 71 | AF Corse                  | Davide Rigon Sam Bird                                   | Ferrari 488 GTE          | 173 |
| 22          | LMGTE Pro | 67 | Ford Chip Ganassi Team UK | Andy Priaulx Harry Tincknell                            | Ford GT                  | 173 |
| 23          | LMGTE Pro | 97 | Aston Martin Racing       | Jonny Adam Darren Turner                                | Aston Martin Vantage GTE | 173 |
| 24          | LMGTE Pro | 66 | Ford Chip Ganassi Team UK | Olivier Pla Stefan Mücke                                | Ford GT                  | 172 |
| 25          | LMGTE Pro | 77 | Dempsey-Proton Racing     | Richard Lietz Michael Christensen                       | Porsche 911 RSR          | 172 |
| 26          | LMGTE Am  | 88 | Abu Dhabi-Proton Racing   | Khaled Al Qubaisi Patrick Long David Heinemeier Hansson | Porsche 911 RSR          | 171 |
| 27          | LMGTE Am  | 78 | KCMG                      | Christian Ried Wolf Henzler Joël Camathias              | Porsche 911 RSR          | 170 |
| 28          | LMGTE Am  | 83 | AF Corse                  | François Perrodo Emmanuel Collard Rui Águas             | Ferrari 458 Italia GT2   | 169 |
| 29          | LMGTE Am  | 86 | Gulf Racing               | Mike Wainwright Adam Carroll Ben Barker                 | Porsche 911 RSR          | 168 |
| 30          | LMGTE Am  | 50 | Larbre Compétition        | Romain Brandela Ricky Taylor Pierre Ragues              | Chevrolet Corvette C7.R  | 164 |
| Ausgefallen |           |    |                           |                                                         |                          |     |
| 31          | LMGTE Am  | 98 | Aston Martin Racing       | Paul Dalla Lana Pedro Lamy Mathias Lauda                | Aston Martin Vantage GTE | 84  |

### Nur in der Meldeliste
Zu diesem Rennen sind keine weiteren Meldungen bekannt.

### Klassensieger
| Klasse    | Fahrer            | Fahrer          | Fahrer                   | Fahrzeug                 | Platzierung im Gesamtklassement |
| --------- | ----------------- | --------------- | ------------------------ | ------------------------ | ------------------------------- |
| LMP1      | Loïc Duval        | Lucas di Grassi | Oliver Jarvis            | Audi R18 RP6             | Gesamtsieg                      |
| LMP2      | Roman Rusinov     | Alex Brundle    | René Rast                | Oreca 05                 | Rang 9                          |
| LMGTE Pro | Nicki Thiim       | Marco Sørensen  |                          | Aston Martin Vantage GTE | Rang 19                         |
| LMGTE Am  | Khaled Al Qubaisi | Patrick Long    | David Heinemeier Hansson | Porsche 911 RSR          | Rang 26                         |

### Renndaten
- Gemeldet: 31
- Gestartet: 31
- Gewertet: 30
- Rennklassen: 4
- Zuschauer: unbekannt
- Wetter am Rennwochenende: warm und trocken
- Streckenlänge: 5,412 km
- Fahrzeit des Siegerteams: 6:00:12,387 Stunden
- Runden des Siegerteams: 201
- Distanz des Siegerteams: 1052,860 km
- Siegerschnitt: 181,200 km/h
- Pole Position: Loïc Duval/Lucas di Grassi/Oliver Jarvis – Audi R18 RP6 (#8) – 1:38,828
- Schnellste Rennrunde: Lucas di Grassi – Audi R18 RP6 (#8) – 1:41,511 = 191,900 km/h
- Rennserie: 9. Lauf zur FIA-Langstrecken-Weltmeisterschaft 2016